# Nikolaus Moreau

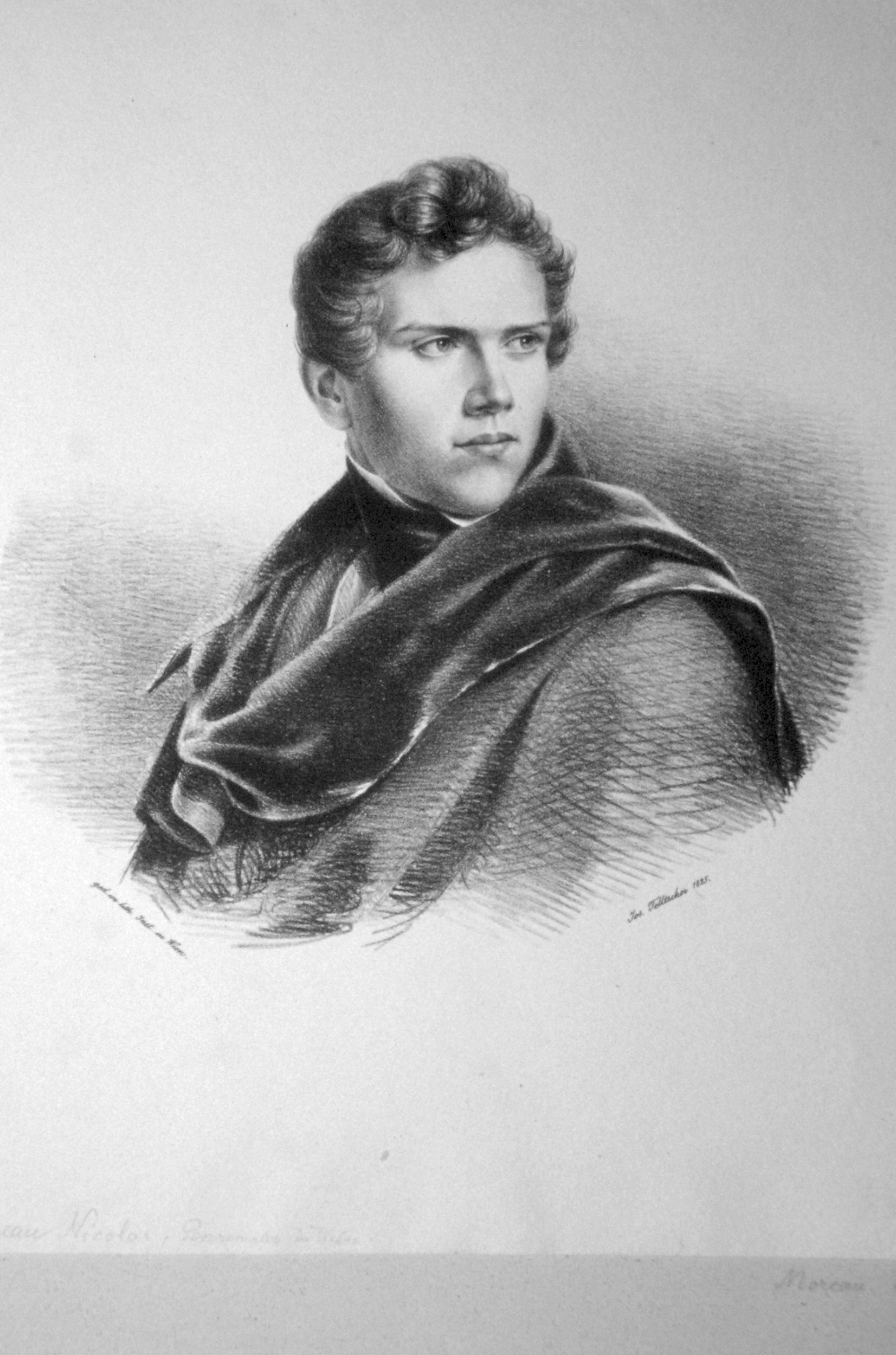
Nikolaus Moreau, Lithographie von Josef Eduard Teltscher, 1825

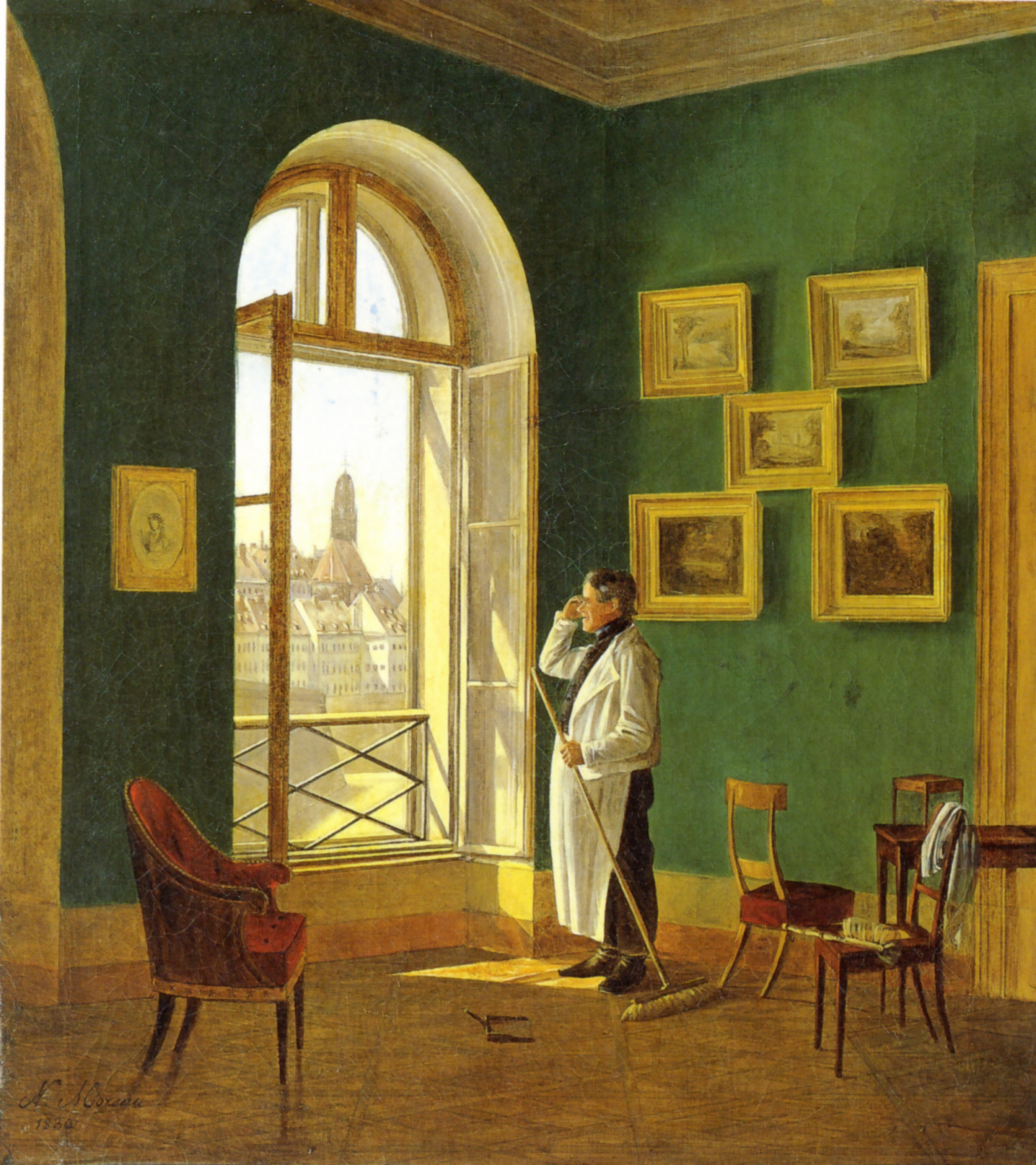
Blick aus einem Fenster des Dianabades in Wien, 1830

Nikolaus Moreau (* 26. August 1805 in Wien; † 25. Februar 1834 ebenda) war ein österreichischer Maler.

## Leben
Nikolaus Moreau war der Sohn des aus Frankreich stammenden Architekten Charles de Moreau, der 1801 nach Österreich gekommen war und hier zahlreiche Bauten, besonders in Wien, plante. Nachdem er zunächst von seinem Vater unterrichtet worden war, besuchte Nikolaus Moreau die Wiener Akademie. Hier hatte er bei St. Anna Ausstellungen 1833 und 1834.

## Leistung
Nikolaus Moreau war ein Maler des österreichischen Biedermeier. Der früh verstorbene Künstler schuf vor allem Genrebilder, aber auch Porträts und Tierdarstellungen. Die Darstellungen von Szenen aus dem damaligen Wien sind von zeitgeschichtlichem Interesse.
Gemälde von der Hand Moreaus befinden sich heute in österreichischen Museen, wie dem Wien Museum, der Österreichischen Galerie Belvedere und dem Heeresgeschichtlichen Museum.

## Werke (Auswahl)
- Musikalische Soiree bei Baron Denis Eskeles (Wien Museum), um 1830, Öl auf Leinwand
- Blick aus einem Fenster des Dianabades auf Maria am Gestade (Wien Museum), 1830, Öl auf Leinwand
- Österreichische Veteranen und ein Gipsfigurenhändler in einer Schenke (Wien, Österreichische Galerie Belvedere), 1832, Öl auf Leinwand